# حزب الاتحاد (لبنان)
حزب الاتحاد هو حزب لبناني وطني النشأة قومي الأهداف تأسس في أوائل الستينات، يؤمن بأن جمال عبد الناصر هو القائد المعلم في مرحلة تاريخية مهمة من حياة الأمة العربية، وأن المبادئ والأفكار التي نادى بها هي ملك تيار الأمة الأصيل ونقاط انطلاق جوهرية لتحقيق أهداف إستراتيجية، وبأن العدو الصهيوني المغتصب لفلسطين يشكل أعظم تحد في وجه المشروع القومي العربي، وبالتالي في طريق تحقيق الأهداف الإستراتيجية للأمة. ويؤمن بأهداف النضال العربي التي تبلورت عبر المسيرة الثورية التي أرسى معالمها القائد المعلم جمال عبد الناصر والتي تحددت بالأهداف الثلاث الحرية والاشتراكية والوحدة.
- الحرية: تعني حرية الوطن والمواطن والحرية الشخصية والاجتماعية والسياسية.
- الاشتراكية: تعني تحقيق العدالة الاجتماعية وتكافؤ الفرص والمساواة بين المواطنين.
- الوحدة: تعني العمل على إقامة دولة عربية واحدة من المحيط الأطلسي إلى الخليج العربي.

ويرى حزب الاتحاد إن الصراع العربي الصهيوني هو نقطة ارتكاز مصيري، و لا يقل عنه أهمية الصراع الاجتماعي والثقافي والسياسي الذي يجب أن يؤدي إلى تخليص الأمة من عوامل جهلها وتخلّفها وتجزئتها، ليضعها على أبواب مرحلة بناء ذاتها لتنفذ إلى آفاق المستقبل الواعد.

## روابط خارجية
- https://web.archive.org/web/20110226201231/http://www.itti7ad.org/